# Android 12
Android 12 (кодове ім'я - Android Snow Cone, Android S) — 12-ий значний випуск і 19-а версія Android — мобільної операційної системи, розробленої Open Handset Alliance під керівництвом Google. Перший Developer Preview випущений 18 лютого 2021 року.

## Історія
Android 12 анонсована в публікації у блозі Android 18 лютого 2021 року. Відразу був випущений Developer Preview, бета-випуск запланований на травень, а загальна доступність — на серпень 2021 року.
18 жовтня 2021 року компанія Google офіційно представила операційну систему.
З квітня 2025 року компанія Google офіційно припинила надання оновлень безпеки для пристроїв, що працюють на Android 12 та Android 12L. Відтепер оновлення безпеки доступні лише для пристроїв з Android 13 (One UI 5) та новішими версіями.

## Особливості
Ця версія ОС має численні нововведення, серед яких оновлений інтерфейс та нові віджети. Дизайн системи має назву Material You та є кросплатформним, що означає поступовий перехід і на вебверсії програм Google.